# Sei giorni (romanzo)
Sei giorni (titolo originale Six Days) è un romanzo del 1924 scritto da Elinor Glyn.

## Adattamenti cinematografici
- Six Days di Charles Brabin  (1923)[1].

## Edizioni
- Eleonora Glyn, Sei giorni, Adriano Salani, 1927,  p. 372.